# Премія «Г’юго» за найкращу гру або інтерактивну роботу
Премія «Г'юго» за найкращу гру або інтерактивну роботу (англ. Hugo Award for Best Game or Interactive Work) — одна з премій «Г'юго», що присуджується щороку за науково-фантастичні та фентезійні твори, випущені в попередньому календарному році. Ігрова премія присуджується відеоіграм, настільним іграм та іншим інтерактивним роботам; неінтерактивні аудіовізуальні роботи або твори отримують нагороди в категорії «Драматична постановка».
У 2024 році Всесвітній науково-фантастичний конвент започаткував щорічну категорію премії Г'юго за найкращу гру або інтерактивну роботу. До цього, коли категорія була вперше успішно запропонована у 2021 році, прикладом одноразової версії категорії була «Найкраща відеогра», згідно з правилами, які дозволяють присуджувати окремі одноразові категорії у будь-якому році. Попередня спроба створити одноразову ігрову категорію під назвою «Найкраща інтерактивна відеогра» була зроблена у 2006 році, але не отримала достатньої кількості номінацій для формування фінального голосування.
Номінанти та переможці премії «Г'юго» обираються членами Всесвітнього конвенту наукової фантастики (Worldcon), які підтримують або відвідують його щорічно, а вечір нагородження є центральною подією конвенту. Остаточний процес відбору визначений у Статуті Всесвітнього конвенту наукової фантастики як миттєве голосування з шістьма номінантами, за винятком випадків, коли голоси розділилися порівну. До бюлетеня для голосування потрапляють шість творів, які члени конвенту номінували найбільше того року. Початкові номінації висуваються членами з січня по березень, тоді як голосування за шість номінацій відбувається приблизно з квітня по липень, що може змінюватися залежно від того, коли проводиться Всесвітній конвент. Всесвітні конвенти, як правило, відбуваються в серпні або на початку вересня і щороку проводяться в іншому місті по всьому світу.

## Переможці та номінанти
У наступній таблиці роки відповідають даті церемонії нагородження, а не даті першої публікації твору. Роботи на жовтому тлі — переможці премії, на сірому номінанти.
  *   Переможці та спільні переможці
| Рік  | Гра                                       | Розробник             | Видавець                       | Прим.  |
| ---- | ----------------------------------------- | --------------------- | ------------------------------ | ------ |
| 2021 | Hades*                                    | Supergiant Games      | Supergiant Games               | [ 10 ] |
| 2021 | Animal Crossing: New Horizons             | Nintendo              | Nintendo                       | [ 10 ] |
| 2021 | Blaseball                                 | The Game Band         | The Game Band                  | [ 10 ] |
| 2021 | Final Fantasy VII Remake                  | Square Enix           | Square Enix                    | [ 10 ] |
| 2021 | The Last of Us Part II                    | Naughty Dog           | Sony Interactive Entertainment | [ 10 ] |
| 2021 | Spiritfarer                               | Thunder Lotus Games   | Thunder Lotus Games            | [ 10 ] |
| 2024 | Baldur's Gate 3*                          | Larian Studios        | Larian Studios                 | [ 11 ] |
| 2024 | Alan Wake 2                               | Remedy Entertainment  | Epic Games                     | [ 11 ] |
| 2024 | Chants of Sennaar                         | Rundisc               | Focus Entertainment            | [ 11 ] |
| 2024 | Dredge                                    | Black Salt Games      | Team17                         | [ 11 ] |
| 2024 | The Legend of Zelda: Tears of the Kingdom | Nintendo              | Nintendo                       | [ 11 ] |
| 2024 | Star Wars Jedi: Survivor                  | Respawn Entertainment | Electronic Arts                | [ 11 ] |